# U-680
U-680 – niemiecki okręt podwodny (U-Boot) typu VII C z okresu II wojny światowej. Okręt wszedł do służby w 1943 roku. Jedynym dowódcą był Oblt. Max Ulber.

## Historia
Wcielony do 31. Flotylli U-Bootów celem szkolenia załogi, od sierpnia 1944 roku kolejno w 6. i 11. Flotylli jako jednostka bojowa.
Odbył cztery patrole bojowe, podczas których nie zatopił żadnej jednostki przeciwnika. 27 sierpnia 1944 roku U-Boot został zaatakowany bombami głębinowymi; uszkodzenia spowodowały konieczność przerwania zadania i powrotu do Bergen.
Poddany 5 maja 1945 roku w Zatoce Baring (Dania), przebazowany do Loch Ryan (Szkocja). Zatopiony 28 grudnia 1945 roku podczas operacji Deadlight ogniem artyleryjskim przez niszczyciel HMS „Onslaught”.